# Bolderslev-ulykken
Bolderslev-ulykken er en jernbaneulykke som fandt sted ved Bolderslev Station på den Østjyske længdebane den 14. oktober 1956.
Søndag den 14. oktober 1956 forlod et udflugtstog Tinglev Station kl. 07.40 for at køre til København. På den næste station efter Tinglev, Bolderslev Station, skulle toget kl. 08.00 krydse et godstog, som holdt på hovedsporet. Under indkørsel på krydsningssporet blev et sporskifte omstillet med det resultat at udflugtstogets sidste vogn kom til at køre med et hjulsæt på hvert spor. Vognen blev afsporet og væltede. To passagerer kom i klemme under vognen og var dræbt på stedet. De øvrige passagerer slap med lettere kvæstelser.
Sporskiftet blev omstillet af en hjælpearbejder, som ikke havde beføjelse til at gribe ind i toggangen. En skinnekontaktsikring, som kunne have forhindret ulykken, var blevet slået fra to dage tidligere, fordi den var i uorden.